# 迈克尔·帕森斯
迈克尔·帕森斯（英語：Michael Parsons，1995年10月3日—），美国男子花样滑冰运动员，2016年世界青年花样滑冰锦标赛冰舞银牌得主、2017年世界青年花样滑冰锦标赛冰舞金牌得主、2022年四大洲花样滑冰锦标赛冰舞金牌得主。